# Черлейнко
Черлейнко (пол. Czerlejnko, нім. Klein Scheringen) — село в Польщі, у гміні Костшин Познанського повіту Великопольського воєводства.
Населення — 329 осіб (2011).

## Демографія
Демографічна структура станом на 31 березня 2011 року:
|          | Загалом | Допрацездатний вік | Працездатний вік | Постпрацездатний вік |
| -------- | ------- | ------------------ | ---------------- | -------------------- |
| Чоловіки | 154     | 38                 | 104              | 12                   |
| Жінки    | 175     | 44                 | 99               | 32                   |
| Разом    | 329     | 82                 | 203              | 44                   |